# 台湾沖航空戦
台湾沖航空戦（たいわんおきこうくうせん）は、第二次世界大戦（太平洋戦争）中、フィリピンのレイテ島への上陸作戦の布石として、台湾から沖縄にかけての日本軍航空基地を攻撃したアメリカ海軍空母機動部隊に対し、日本軍の基地航空部隊が迎撃したことで発生した航空戦。アメリカ軍の損害は軽微なものであったが、日本軍は大戦果と誤認した。

## 経過

### 背景
マリアナ沖海戦に勝利を収め、日本の絶対国防圏を突破したアメリカ軍の次なる目標はフィリピンであった。緒戦で日本軍に奪われた領土フィリピンを奪還する意味もあったが、何よりそこを押さえれば、日本の仏印、マレー、蘭印などからの資源運搬ルートを断ち切ることができるからである。対する日本軍は迎撃準備を進め、これを捷号作戦と名づけた。日本側の主力として期待されたのは第二航空艦隊、中でも第六基地航空部隊のT攻撃部隊であった。こちらが陸上基地である利点を生かし、敵（機動部隊）が活動しにくい夜間、および荒天時の攻撃が考えられていた。
1944年7月23日の図上演習において軍令部は、荒天時の昼間攻撃を本旨、その機会がない場合は夜間攻撃するという案を出してきたが、現場の指揮権を持つ第二航空艦隊からは、T攻撃部隊による夜間攻撃を中核とし、昼間攻撃、薄暮攻撃の三者を各部隊に振り分け、その組み合わせによって第1から第4までの作戦を定め、状況に応じてそのいずれかを適用する戦法が示され、意見が割れた。しかし、1944年9月上旬、第2航空艦隊司令長官福留繁中将が、T攻撃部隊は決戦一撃の夜間攻撃に使用し、悪天候に乗じるのは最後の切り札とすると表明すると、連合艦隊司令長官豊田副武は部隊用法については第二航空艦隊司令長官たる福留に一任することを決定した。豊田は福留に、攻撃不可能と思える時は無理をすることはないと指示した。
こうして台湾沖航空戦では軍令部案ではなく、二航艦が図上演習で示した戦法が実施されることとなった。実際の戦闘過程は、作戦指導、報告戦果、損害など二航艦の図上演習と類似した内容となっている。異なる点は、図上演習では索敵線の最先端（600海里）で敵機動部隊を捕捉し、そののち敵の動きを待つ態勢だったが、実際では哨戒を強化していたにもかかわらず、米機動部隊の奇襲空襲を受けて、その後も容易にその所在を突き止められなかった点、そして戦果そのものは誤認であったことであった。
マリアナ諸島の占領に成功したアメリカ軍は、次の攻略目標をフィリピン奪還に定め、レイテ島を最初の上陸地点とするキングII作戦を計画していた。同作戦は上陸作戦に先立って制空権・制海権を確保するため、空母機動部隊により、沖縄・台湾・フィリピン北部にかけて点在していた日本軍の航空基地を空爆することが定められていた。10月5日に第3艦隊司令長官ウィリアム・ハルゼーは太平洋艦隊司令長官チェスター・ニミッツから「台湾の軍事施設と港湾施設へ恒久的損傷を与えよ」という命令を受けた。
1944年10月11日、軍令部情報部は連合艦隊に対し、敵戦力についての情報を知らせた。9月にフィリピンに来襲したのは第三艦隊所属の38TFであるとして、同TFは正規空母2隻、巡洋艦改造空母2隻を中心とする空母群4群をもって編制されていること、空母総数は正規空母8隻、巡洋艦改造空母8-10隻が米海軍の全力であること、38TFと58TFは実質同一部隊であり、所属艦隊に応じて部隊番号が変更されること、この部隊の背後に人員機材補充用の護衛空母が2-3隻随伴していることなどの情報である。
1944年10月10日、アメリカ軍第38任務部隊が沖縄本島並びに周辺の島々の日本軍拠点に対して航空攻撃を行った。このときの空襲は沖縄本島では十・十空襲として記録されている。翌10月11日、アメリカ艦隊は南下してフィリピン諸島を攻撃した。捷号作戦に備えていた第二航空艦隊長官福留繁中将はその発動前に攻撃を決めて、11日早朝の索敵で正午に機動部隊を発見すると、18時30分に12日の作戦要領を発令した。T攻撃部隊に対しては「別令に依り黎明以後、沖縄方面に進出し台湾東方海面の敵に対し薄暮攻撃及び夜間攻撃を行う」と伝えられた。

### 10月12日
10月12日、上空に低い雲が垂れ込める中、アメリカ軍の第3艦隊は台湾に延べ1,378機を投入して大空襲を行った。同日、対して日本軍はT攻撃部隊を投入し、アメリカ艦隊への夜間攻撃を開始する。海軍爆撃機「銀河」や艦上攻撃機「天山」、陸軍爆撃機「飛龍」などからなる航空機90機余りが出撃したが、照明弾による照明効果が厚い雲のためまったく不十分であり、攻撃に手間取り、アメリカ軍の対空射撃を受け、54機が未帰還となった。攻撃は空母フランクリンに一発、重巡洋艦キャンベラに二発命中したが、致命的なものではなかった。第3艦隊の搭乗員はこの攻撃により、翌日の攻撃のための十分な睡眠が取れなかったと言う。
カール・ソルバーグはこの夜の一式陸上攻撃機による攻撃について、組織的な空襲と言うよりは調整の取れない散発的なものであるというレーダー観測員の感想を残している。

### 10月13日
アメリカ第3艦隊は延べ947機で台湾を空襲した。日本側はT攻撃部隊を出撃させ、重巡キャンベラに一式陸上攻撃機が魚雷一発を命中させた。キャンベラは機関室浸水と火災により航行不能となったが沈没はせず、この他には大きな損害を受けた艦はなかった。なお、太平洋艦隊司令部にあげられたウルトラ情報を回送されたことで、第3艦隊は豊田副武連合艦隊司令長官が台湾におり、反撃を指示して兵力の集結を図っていることを察知していた。このため新竹にも攻撃が加えられた。ただし、第38任務部隊指揮官マーク・ミッチャー中将は「数が多いので全ての飛行場を破壊するのは不可能かも知れない」と述べたと言う。

### 10月14日
10月14日、第3艦隊は転送されたウルトラ情報により日本軍機が集結しつつあることを知った。また、前日被害を受けたキャンベラの退避を掩護すると決めたため、台湾に3群と北部ルソンに1群を差し向けて早朝より攻撃を行った。前日より更に早く空襲を切り上げたため出撃機は146機に減少し、喪失機の増加から日本軍の抵抗が強化されつつあると判断した。日本側は敵艦隊は前日までの攻撃によって防御力を喪失したと判断して380機による航空総攻撃を敢行し、昼間にも攻撃を行った。この攻撃では軽巡洋艦ヒューストンに魚雷2発が命中して損傷、空母ハンコックが急降下爆撃による至近弾3発（うち1発は不発）の攻撃を受けたが、損傷は軽微だった。
日本側の攻撃は15時から18時にかけての昼～夕前に行われ、敵艦隊からは上空を守る艦載機による激烈な迎撃と対空射撃をうけ、244機が未帰還となった。この日を以って第3艦隊は台湾への攻撃を打ち切った。
作戦を予定通り終えた第3艦隊は、17日頃にはレイテ島近海に集結しつつあった第7艦隊のレイテ島上陸を支援するために、14日夜にはフィリピン東方沖に南下し始めた。ここで艦隊は二手に分かれ、第4群は15日よりマニラ周辺の空襲を開始し、第2群と第3群は燃料補給の為に給油海域に後退しつつあった。第1群は台湾東方沖に踏みとどまった。アメリカ軍は、戦果を赫赫と伝える日本の放送を傍受した。第3艦隊はニミッツが中継した通信傍受情報を受け取り、日本側が虚報を信じ込んでいる事を把握していた。そのため、被弾して味方の魚雷で処分されてもおかしくなかった巡洋艦2隻の曳航を命じ、追撃してくるであろう日本側に更なる打撃を加えるための囮とした。実際に、志摩清英中将率いる第五艦隊が遭難中の日本海軍操縦士の救助及び残敵掃蕩のために派遣されることが決まっていた。しかしこの掃蕩方針も、14日にはアメリカ側に漏れていた。

### 10月15日以降

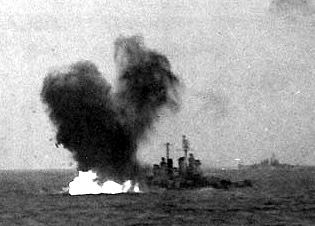
前日に損傷し艦隊型タグボート パウニー(ATF-74)による曳航中に空襲され航空魚雷が命中した軽巡洋艦ヒューストン
1944年10月16日午後の撮影

日本軍航空隊は16日まで反復して昼夜問わず攻撃を行い、14日の攻撃によって損傷して曳航中のヒューストンに魚雷を命中させるなどの戦果を挙げたが、航空隊の損耗はさらに増加した。これまでと同様、航空隊からの電文は「空母を撃沈」「戦艦を撃破」といった大戦果を報告するものばかりだった。この間、大本営では前線部隊からの過大な戦果報告をそのまま集計して発表したため、大戦果を大本営発表する結果となった。10月19日、日本軍は「空母19隻、戦艦4隻、巡洋艦7隻、（駆逐艦、巡洋艦を含む）艦種不明15隻撃沈・撃破」と発表した。アメリカでは、投資家の一部が大本営発表の内容を信じたために一時株価が大暴落するという事態も発生した。
実際のアメリカの損害は軽微であり、ヒューストンも沈没しなかった。ただし、4日連続で攻撃を継続し、更にフィリピン空襲や防空戦闘も継続していたため、艦隊の将兵には疲労が蓄積しつつあり、第2群は群指揮官がハルゼーに具申した窮状を認められ、空母バンカー・ヒルが後退した。これにより同群は同艦を欠いた状態でレイテ沖海戦に臨んだ。一方、第1群のワスプや第3群のレキシントンのように具申したものの後退が認められなかった例もあった。ハルゼーの脳裏には、士気に及ぼす影響があった。
15日、志摩艦隊の旗艦那智は足柄、軽巡阿武隈及び駆逐艦7隻（曙、潮、霞、不知火、若葉、初春、初霜）を引き連れ瀬戸内海を出撃した。一方、アメリカ軍のハルゼー提督は暗号解読により日本艦隊（志摩艦隊）が出撃したと知ると、損傷巡洋艦2隻に空母を含む護衛部隊をつけ、偽装電報を発信して日本艦隊を誘因しようとした。しかし日本艦隊の動きが鈍い事を知ると、艦隊戦闘に向けての準備をやめ、レイテ上陸支援に専念するよう命じた。
15日午後、第26航空戦隊の一式陸上攻撃機数機が体当たり攻撃を目的としてフィリピンのルソン島クラークより出撃した（未帰還・戦果不明）。
16日朝には連合艦隊司令部から海上護衛総司令部にまで護衛艦艇をもって米艦隊を追撃せよとの命令が下った。旗艦ニュージャージー艦上のハルゼーはニミッツに宛てて以下のような皮肉交じりの電文を発信した。
カール・ソルバーグによればこれはアメリカ側では有名な報告だと言う。
15日、内務大臣の大達茂雄は大本営海軍部の誤った戦果報告を昭和天皇に奏上し、翌16日および21日には大戦果に関する勅語が発表された。国民は「アメリカ機動部隊せん滅」の大勝利に沸きかえった。海軍は、16日に台湾沖で空母7隻を含むアメリカ機動部隊を索敵機が発見したとの報告を受け、戦果に誤認があることに気付いた。
16日、連合艦隊司令部は志摩艦隊に帰還するよう命じた。17日、志摩艦隊（那智）は奄美大島薩川湾に損失もなく入港した。
10月19日、撃墜された米軍艦載機のパイロットを陸軍憲兵隊が尋問した結果、ルソン島を空襲中の米軍正規空母が12隻であること、その艦名が全て判明したことが報じられ、大本営海軍部の発表した台湾沖航空戦の戦果は全くの誤りであったことが明らかになった。

## 参加兵力

### 日本軍
- 第一航空艦隊（司令長官：寺岡謹平中将）
- 第二航空艦隊（福留繁中将）

日本海軍の部隊は制度上「艦隊」と称するが、このときの両部隊は陸上基地の航空機部隊である。
- 第一機動艦隊（小沢治三郎中将）

艦載機のみ。陸上基地より作戦。
- 第五艦隊（志摩清英中将）
  - 重巡洋艦那智、足柄、軽巡洋艦阿武隈、駆逐艦7隻（曙、潮、霞、不知火、若葉、初春、初霜）

誤報戦果により残敵掃蕩の任を帯びて日本本土より出撃したが、空振りに終わった。

### アメリカ軍
- 第3艦隊（司令長官：ウィリアム・ハルゼー大将）-艦隊旗艦：戦艦ニュージャージー
  - 第38任務部隊（指揮官：マーク・ミッチャー中将） - 空母17隻他総数95隻。航空機約1,000機
    - 正規空母：エセックス、ホーネット、フランクリン、レキシントン、ワスプ（以上エセックス級）
    - 正規空母：エンタープライズ
    - 軽空母：インディペンディンス（インディペンデンス級）他

## 戦果

### 大本営発表
昭和19年10月12日17時20分
「本10月12日7時頃より優勢なる敵機台湾に来襲、15時半頃彼我交戦中なり。我部隊の収めたる戦果中13時までに判明せる撃墜敵機約100機なり」
昭和19年10月13日11時30分
「一、我が航空部隊は10月12日夜台湾東方海面に於て敵機動部隊を捕捉し夜半に亙り反覆之を攻撃せり。我方の収めたる戦果中現在迄に判明せるもの左の如し」
- 撃沈 航空母艦1隻 艦種不詳1隻
- 撃破 航空母艦1隻 艦種不詳1隻

「二、我方若干の未帰還機あり」
昭和19年10月14日17時
「我航空部隊は爾後引続き台湾東方海面の敵機動部隊を猛攻中にして現在迄に判明せる戦果（すでに発表せるものを含む）左の如し」
- 轟撃沈 航空母艦3隻 艦種不詳3隻 駆逐艦1隻
- 撃破 航空母艦1隻 艦種不詳1隻

昭和19年10月15日15時
「台湾東方海面の敵機動部隊は昨14日来東方に向け敗走中にして、我が部隊は此の敵に対し反覆猛攻を加へ戦果拡充中なり。現在までに判明せる戦果（既発表のものを含む）左の如し」
- 轟撃沈 航空母艦7隻 駆逐艦1隻（註）既発表の艦種不詳3隻は航空母艦3隻なりしこと判明せり
- 撃破 航空母艦1隻 戦艦1隻 巡洋艦1隻 艦種不詳11隻

昭和19年10月16日15時
「我部隊は潰走中の敵機動部隊を引続き追撃中にして現在迄に判明せる戦果（既発表の分を含む）左の如し」
- 轟撃沈 航空母艦10隻 戦艦2隻 巡洋艦3隻 駆逐艦1隻
- 撃破 航空母艦3隻 戦艦1隻 巡洋艦4隻 艦種不詳11隻

昭和19年10月17日16時
「我航空部隊は明16日台湾東方海面に於て新たに来援せる敵機動部隊を追撃し、航空母艦、戦艦各1隻以上を撃破せり」
昭和19年10月19日18時
「我部隊は10月12日以降連日連夜台湾及「ルソン」東方海面の敵機動部隊を猛攻し其の過半の兵力を壊滅して之を潰走せしめたり」
「（一）我方の収めたる戦果綜合次の如し」
- 轟撃沈 航空母艦11隻 戦艦2隻 巡洋艦3隻 巡洋艦若（もしく）は駆逐艦1隻
- 撃破 航空母艦8隻 戦艦2隻 巡洋艦4隻 巡洋艦若は駆逐艦1隻 艦種不詳13隻
- 撃墜 112機（基地における撃墜を含まず）

「（二）我方の損害 飛行機未帰還312機」
「（註）本戦闘を台湾沖航空戦と呼稱す」
昭和19年10月21日19時
「大元帥陛下には本日大本営両幕僚長を召させられ南方方面陸軍最高指揮官、連合艦隊司令長官、台湾軍司令官に対し左の勅語を賜りたり」
「勅語　朕カ陸海軍部隊ハ緊密ナル協同ノ下敵艦隊ヲ邀撃シ奮戦大ニ之ヲ撃破セリ 朕深ク之ヲ嘉尚ス 惟フニ戦局ハ日ニ急迫ヲ加フ汝等愈協心戮力ヲ以テ朕カ信倚ニ副ハムコトヲ期セヨ」

### 損害
日本軍
- 航空機 312機

アメリカ軍
- 航空機89機、搭乗員約100名
- 12日:衝突事故により駆逐艦1隻損傷[20]。
- 13日:重巡洋艦キャンベラに雷撃1発命中で火災により航行不能[21]。空母フランクリンに自爆機が衝突[22]。
- 14日:軽巡洋艦ヒューストンの右舷中部に魚雷命中で大損害[21]。軽巡洋艦リノに特攻機が衝突。空母ハンコックに爆弾命中。駆逐艦カッシン・ヤングに機銃掃射[22]。
- 15日:空母フランクリンに爆弾命中[22]。
- 16日:軽巡洋艦ヒューストンに魚雷命中[22]。

### 誤認
同航空戦では戦果を大きく誤認している。誤認の原因としては以下が挙げられる。夜間攻撃に予定されていた照明隊が吊光投弾使用の困難からほぼ実施されず、夜間索敵となったが、接触機もなく、攻撃避退、戦果確認が至難であり、自爆機の海面火災も誤認の原因となった。捷号作戦では夜間攻撃が重視されていたが、元来夜間攻撃は目標戦果認識困難である上、練度も上達する時間的余裕がなかった。米側のハルゼーも攻撃を受けた際に米艦隊が炎上した様子を見て大損害を受けたと誤認しており、日本の米機動部隊撃滅報告も無理のないことだった。
この航空戦を指揮した第二航空艦隊司令部は10月15日の時点で戦果の誤認に気づいていた。二航艦司令部は15日に従来の戦果判断に加え、最終的に空母に対する戦果を大型、中型合わせて4隻撃沈と判定している。つまり四群からなる空母部隊の一群分程度を撃滅できたが、他の三群は健在と見ていた。それまでの三群を撃滅し、残るは一群、同日の航空戦でそれも撃滅可能という楽観的な判定から逆転している。この戦果判断の重大な訂正は大本営にも、連合艦隊司令部にも報告されなかった。二航艦長官福留繁中将は、米戦略爆撃調査団の質問に「台湾沖航空戦の戦果を4隻くらいとみていた」と証言している。
10月16日には索敵機が台湾沖で空母7隻を含むアメリカ機動部隊を発見したとの報告があった。壊滅したはずの米戦力が発見されると連合艦隊（日吉）司令部で、連合艦隊航空参謀淵田美津雄中佐、軍令部航空参謀鈴木栄二郎中佐、第二航空艦隊兼T攻撃部隊航空参謀田中正臣少佐、連合艦隊情報参謀中島親孝少佐の4人で再検討が行われた。1949年7月31日に淵田美津雄がマッカーサーからの質問に答えた陳述書によれば、田中を招致して、淵田と鈴木で田中の持参した資料を検討し、中島の意見も求め、その結果いくら上算しても空母4隻撃破程度で撃沈はまずあるまいと結着した。軍令部で現地に派遣調査させた三代辰吉も同様の判断をした。連合艦隊参謀淵田美津雄大佐によれば、誤認について参謀長申進を以て注意をしており、17日の「捷一号作戦警戒」発令においても敵空母10隻健在のもと対処するように通達した。この時点で海軍は、連合艦隊、軍令部、各航空隊に到るまで大戦果が誤認であることを共通の認識としていた。戦後、田中正臣はこの再検討の際に話し合われた内容について「覚えていない。そういうこと（忘れてしまうこと）もある」と話している。
ブイン、ブーゲンビルの戦闘ですでに戦果報告の十分の一が実際の戦果であり、戦果誤認は以前から問題になっていた。中澤佑軍令部部長によれば、連合艦隊司令部の報告から不確実を削除し、同司令部に戦果確認に一層配慮するように注意喚起していたが、同司令部より「大本営は、いかなる根拠をもって連合艦隊の報告した戦果を削除したのか」と強い抗議電が参謀長名（福留繁中将）で打電され、結局反論なくうやむやになっていたという。軍令部参謀藤森康男によれば、疑念もあり軍令部作戦課はさらに検討を加えたが、さしあたり公的には現地部隊報告を基礎に資料作成するほか名案もなかったという。
陸軍の大本営情報参謀であった堀栄三の回想によれば、フィリピン出張の途上で台湾沖にて航空戦中であることを耳にして、｢今までの戦法研究で疑問符のつけてある航空戦だ、この眼で見てみよう｣と思い立ち、鹿屋で実際の航空兵から戦果確認方法について聞き取り調査を行ったが、戦果に対しての疑問は解消できず、「この成果は信用出来ない。いかに多くても2、3隻、それも航空母艦かどうかも疑問」と大本営陸軍部第二部(情報)長宛に打電した。その後作戦課へ報告されたが、省みられることがなかったという。
堀は、10月15日にマニラに到着後、17日に南方総軍司令部第2課で台湾沖航空戦の戦果に再検討を加え、米軍の健在な空母を12隻と計算し、第14方面軍司令官の山下奉文大将、参謀副長の西村敏雄少将に報告し、さらに航空戦の戦果ほど怪しいものはなく、ブーゲンビル島の地上戦で敗北したのは海軍のろ号作戦の過剰な戦果報告が原因だと報告した際、米軍艦載機によるマニラ空襲が行われており、山下大将と西村少将は堀の報告を信じたという。

## 影響
大本営海軍部によって大戦果が誤認であったと再判定された事実は、20日に開かれたフィリピン決戦に向けた陸海軍合同の作戦会議においても陸軍側に伝達されなかった。陸軍は誤認戦果と知らないままルソン島での迎撃方針を、「レイテ島の決戦」に大きく戦略を変更し、決戦兵力をレイテ島へ増派した。しかし、（壊滅したはずの）アメリカ機動部隊などの空襲を受け、第1師団だけは、航空援護もあって無事に上陸することができたものの、そのほかの第26師団や第68旅団などはいずれも装備、物資の過半が海へ沈み、懸命に積み上げてきたフィリピン決戦準備は水の泡となった。さらに、ルソン島の兵力が引き抜かれた穴を補うため、台湾から第10師団をルソン島へ投入、玉突きで沖縄から第9師団を台湾へ移動させた。こうして結果的に沖縄戦での戦力不足の原因ともなった。
また、海軍発表の戦果に疑問のあることが堀参謀から第14方面軍司令官の山下奉文大将に報告され、第14方面軍司令官として赴任する前の｢決戦はルソン島で行なう｣という事前取り決めを幻の大戦果に浮かれて急遽変更した大本営陸軍部第一部(作戦)との方針対立を招く一因となった。
日本はこの航空戦で捷号作戦で期待されたT攻撃部隊のほとんどを消耗してしまった。それでも搭乗員80組が残っており、ただちに再編に着手するが、早くても10月末まで回復の見込みがなく、捷号作戦のレイテ沖海戦で、第六基地航空部隊は精鋭のT攻撃部隊の活躍を期待できず、練度の低い混成の実働機300機にも及ばない航空兵力を主力として臨まなければならなくなった。また、T攻撃部隊の作戦として予定していた、米機動部隊が停泊して活動が不十分な夜間に奇襲する丹作戦の実行も不可能になった。
同航空戦中、第一航空艦隊司令長官大西瀧治郎中将が新竹で味方の飛行機がバタバタ落とされるのを見て、技術的劣勢を知ったことが神風特攻隊創設理由の一つとする説がある。しかし、副官の門司親徳によれば、大西の見える距離でそのような展開はなかったという。

## 評価
米空母同乗のUP通信特派員は、「今日、日本軍の雷撃、爆撃、戦闘機大編隊が前後10時間にもわたってこの大機動部隊に襲いかかってきた。今次大戦でも最大の海空戦の一つというべく、その激しさの点では4か月前のマリアナ沖海戦をさえはるかにしのいだといえよう。わが艦隊はおそらく海上に浮かんだ最大の軍隊集団と言えようが、この大艦隊は来襲する日本機に対して面もむけられぬような対空砲火をあびせた。この恐るべき防空砲火は日本機を撃墜したが、日本機の編隊は後から後から大波の打ち寄せるようにわれわれの頭上に殺到した」と報じている。
アメリカの戦史研究家サミュエル・モリソンは、日本軍の空襲を最も激しい規模であると評価しつつ、「わが空母部隊の防御力が、自らを護るのに十二分であることを、六月に続いて再度立証した」と紹介している。

## 最初の特攻
15日午後、第26航空戦隊司令官の有馬正文少将の搭乗機を含む一式陸上攻撃機数機が体当たり攻撃を目的としてフィリピンのルソン島マバラカット飛行場より台湾沖へ出撃し、未帰還となった。
アメリカ軍の記録に被害の報告はないがこれをもって特攻第一号とする見方もある。